# Jerome Pollitt
 Jerome Jordan Pollitt (Fair Lawn, 1934) é um professor, historiador, filólogo e arqueólogo norte-americano.

## Biografia
Filho de John K. Pollitt e Doris Jordan, graduou-se em 1957 na Universidade Yale e fez seu doutorado na Universidade de Columbia. Depois construiu uma ilustre carreira acadêmica em Yale, sendo nomeado instrutor (1962), professor titular (1973), decano da Escola de Graduação (1986-1991), titular da cátedra John M. Schiff de Arqueologia e História da Arte (1990) e titular da cátedra Sterling em 1995, aposentando-se em 1998, quando recebeu o título de Professor Emérito.
Especializado em arte grega dos períodos clássico e helenístico e crítica da arte em fontes literárias antigas, publicou vários livros e uma série de artigos, foi palestrante convidado em várias instituições de prestígio, editor-chefe do American Journal of Archaeology (1973-1977), membro do Conselho Editorial deste jornal (1986-1992) e do Art Bulletin (1984-1998), e diretor do Conselho Editorial da American School of Classical Studies (1982-1985). Recebeu a Medalha William Clyde DeVane da sociedade de honra Phi Beta Kappa e a prestigiada Medalha Wilbur Lucius Cross da Associação dos Alunos da Universidade Yale. Foi eleito Membro Honorário da Sociedade para a Promoção dos Estudos Helenísticos de Londres e do Deutsches Archäologisches Institut de Berlim, distinções entre as mais importantes no campo dos estudos clássicos.
Segundo Eve d'Ambra, seus estudos delinearam uma nova tendência na Arqueologia e na História da Arte, antecipando o atual interesse na consideração do contexto cultural onde surgem as obras de arte e a cultura material. Seu livro Art and Experience in Classical Greece (1972) marcou época ao aplicar o conceito de contexto cultural no estudo da arte grega, uma abordagem continuada em Art in the Hellenistic Age (1986), permanecendo hoje como referências fundamentais neste campo. Foi objeto de um festschrift, Periklean Athens and Its Legacy: Problems and Perspectives, publicado pela Universidade do Texas, onde os colaboradores enfatizaram sua grande erudição e a influência que seus escritos exerceram. Os editores, Judith Barringer e Jeffrey Hurwit, justificaram a homenagem dizendo:
"Os muitos livros e artigos de Jerry Pollitt refletem um espectro de interesses e erudição notavelmente largos e exemplificam uma abordagem do campo incomumente interdisciplinar e humanística. Ao longo de quatro décadas ele foi provavelmente o mais destacado representante de um tipo cada vez mais raro: o historiador de arte e arqueólogo que é completamente versado em grego, latim e nas fontes antigas. De fato, sua dissertação The Ancient View of Greek Art é um compêndio e um comentário dos textos antigos sobre arte, o mais próximo que temos de uma história da arte escrita pelos próprios gregos e romanos. Com seu interesse no que os gregos pensavam e escreveram sobre sua própria arte, Pollitt foi um dos pioneiros da interpretação da arte a partir da visão do espectador, um tema que tem recentemente começado mais e mais a ocupar os arqueólogos e historiadores da arte antiga. [...] Filólogo e arqueólogo, helenista e romanista, historiador da arte, acadêmico e agora novelista, Jerry Pollitt tem oferecido o que de há melhor em termos de crítica e erudição em sua profissão por cerca de quarenta anos. Seus cursos em Yale sobre vários tópicos da arte grega e helenística se tornaram lendários".
Entre suas publicações se destacam:
- The Art of Rome c. 753 B.C. — A.D. 337: Sources and documents (1966, 1983)
- Art and Experience in Classical Greece (1972)
- The Art of Ancient Greece: Sources and documents (1974, 1990)
- Greek Vases at Yale (1976, co-editado com Susan Matheson)
- Art in the Hellenistic Age (1986)
- Personal Styles in Greek Sculpture (1986, co-editado com Olga Palagia)
- The Ancient view of Greek art: Criticism, History, and Terminology (2009)
- The Cambridge History of Painting in the Classical World (2014, editor)